# Case IH Magnum

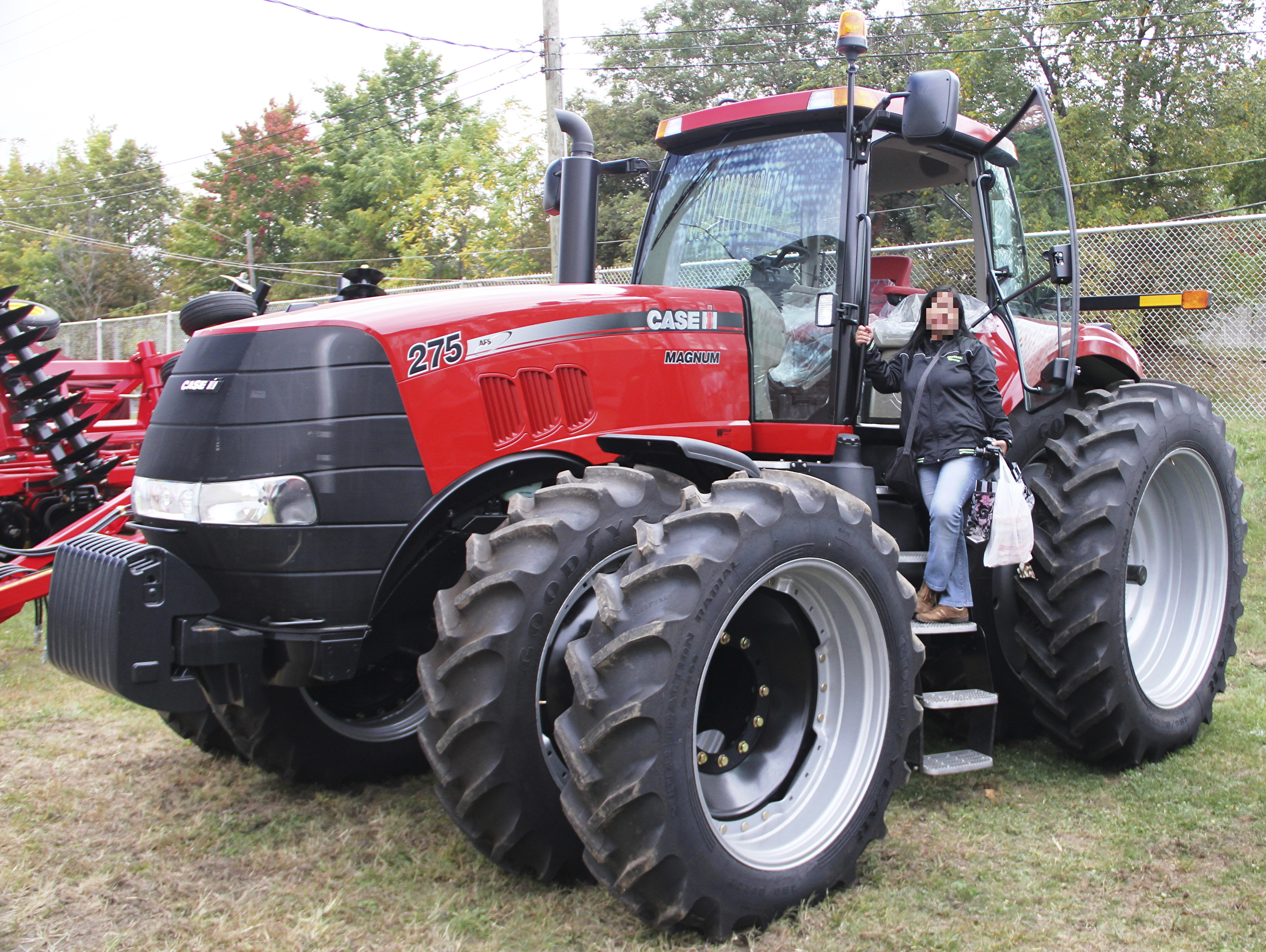
Case IH Magnum 275

Der Case IH Magnum ist ein von Case IH produzierter Traktor, der seit 1987 in mehreren Generationen produziert wird.

## 9. Generation (seit 2014)
Die 9. Generation des Case IH Magnum wird seit 2014 produziert und ist mit Technik zur Vernetzung ausgestattet. So lassen sich zum Beispiel Ferndiagnosen, internetgestützte Remoteverbindungen und Datentransfers über das Fahrzeug steuern.

### Technik
Der Magnum wird in zwei Versionen angeboten, einmal in der Radversion mit Reifen an der Hinterachse und außerdem in der Rowtrac Version mit einem Raupenlaufwerk, um durch die höhere Traktion unwegsames Gelände besser zu bewältigen. Der Case IH Magnum hat einen 8,7-Liter-Dieselmotor. Ab Werk ist eine sogenannte Powerboost-Funktion verfügbar, die kurzzeitig die Motorleistung um bis zu 26 kW steigert. Das Abgasreinigungssystem hat zur Entstickung einen SCR-Katalysator. Das Ölwechselintervall liegt bei ca. 600 Arbeitsstunden. Ab Werk werden ein stufenloses CVT-Getriebe und ein konventionelles, unter Last schaltbares automatisiertes Schaltgetriebe angeboten.

#### Technische Daten
|                              | Magnum 310 CVXDrive                                                                       | Magnum 310 PowerDrive                                                                     | Magnum 340 CVXDrive                                                                       | Magnum 340 PowerDrive                                                                     | Magnum 380 CVXDrive                                                                       | Magnum 380 CVXDrive Rowtrac                                                               | Magnum 400 Powerdrive                                                                     | Magnum 400 Powerdrive Rowtrac                                                             |
| ---------------------------- | ----------------------------------------------------------------------------------------- | ----------------------------------------------------------------------------------------- | ----------------------------------------------------------------------------------------- | ----------------------------------------------------------------------------------------- | ----------------------------------------------------------------------------------------- | ----------------------------------------------------------------------------------------- | ----------------------------------------------------------------------------------------- | ----------------------------------------------------------------------------------------- |
| Zylinder                     | 6                                                                                         | 6                                                                                         | 6                                                                                         | 6                                                                                         | 6                                                                                         | 6                                                                                         | 6                                                                                         | 6                                                                                         |
| Motortyp                     | Common-Rail-Dieselmotor mit Abgasturboaufladung und Ladeluftkühler, 4 Ventile je Zylinder | Common-Rail-Dieselmotor mit Abgasturboaufladung und Ladeluftkühler, 4 Ventile je Zylinder | Common-Rail-Dieselmotor mit Abgasturboaufladung und Ladeluftkühler, 4 Ventile je Zylinder | Common-Rail-Dieselmotor mit Abgasturboaufladung und Ladeluftkühler, 4 Ventile je Zylinder | Common-Rail-Dieselmotor mit Abgasturboaufladung und Ladeluftkühler, 4 Ventile je Zylinder | Common-Rail-Dieselmotor mit Abgasturboaufladung und Ladeluftkühler, 4 Ventile je Zylinder | Common-Rail-Dieselmotor mit Abgasturboaufladung und Ladeluftkühler, 4 Ventile je Zylinder | Common-Rail-Dieselmotor mit Abgasturboaufladung und Ladeluftkühler, 4 Ventile je Zylinder |
| Anzahl Ventile pro Zylinder  | 4                                                                                         | 4                                                                                         | 4                                                                                         | 4                                                                                         | 4                                                                                         | 4                                                                                         | 4                                                                                         | 4                                                                                         |
| Motoraufladung               | Turbolader                                                                                | Turbolader                                                                                | Turbolader                                                                                | Turbolader                                                                                | Turbolader                                                                                | Turbolader                                                                                | Turbolader                                                                                | Turbolader                                                                                |
| Hubraum                      | 8700 cm³                                                                                  | 8700 cm³                                                                                  | 8700 cm³                                                                                  | 8700 cm³                                                                                  | 8700 cm³                                                                                  | 8700 cm³                                                                                  | 8700 cm³                                                                                  | 8700 cm³                                                                                  |
| Nennleistung bei 1/min       | 229 kW (311 PS) bei 2000/min                                                              | 229 kW (311 PS) bei 2000/min                                                              | 250 kW (340 PS) bei 2000/min                                                              | 250 kW (340 PS) bei 2000/min                                                              | 279 kW (379 PS) bei 2000/min                                                              | 279 kW (379 PS) bei 2000/min                                                              | 291 kW (396 PS) bei 2000/min                                                              | 291 kW (396 PS) bei 2000/min                                                              |
| max. Leistung Powerboost     | 255 kW (347 PS) bei 1800/min                                                              | 255 kW (347 PS) bei 1800/min                                                              | 276 kW (375 PS) bei 1800/min                                                              | 276 kW (375 PS) bei 1800/min                                                              | 305 kW (415 PS) bei 1800/min                                                              | 305 kW (415 PS) bei 1800/min                                                              | -                                                                                         | -                                                                                         |
| max. Drehmoment bei/min      | 1531 Nm bei 1300–1400/min                                                                 | 1531 Nm bei 1300–1400/min                                                                 | 1671 Nm bei 1300–1400/min                                                                 | 1671 Nm bei 1300–1400/min                                                                 | 1850 Nm bei 1300–1400/min                                                                 | 1850 Nm bei 1300–1400/min                                                                 | 1850 Nm bei 1300–1400/min                                                                 | 1850 Nm bei 1300–1400/min                                                                 |
| max. Drehmoment Powerboost   | 1708 Nm bei 1300–1400/min                                                                 | 1708 Nm bei 1300–1400/min                                                                 | 1800 Nm bei 1300–1400/min                                                                 | 1800 Nm bei 1300–1400/min                                                                 | 1850 Nm bei 1300–1400/min                                                                 | 1850 Nm bei 1300–1400/min                                                                 | -                                                                                         | -                                                                                         |
| Antrieb                      | Allradantrieb                                                                             | Allradantrieb                                                                             | Allradantrieb                                                                             | Allradantrieb                                                                             | Allradantrieb                                                                             | Allradantrieb                                                                             | Allradantrieb                                                                             | Allradantrieb                                                                             |
| Getriebe                     | Stufenloses Getriebe                                                                      | Volllastschaltgetriebe                                                                    | Stufenloses Getriebe                                                                      | Volllastschaltgetriebe                                                                    | Stufenloses Getriebe                                                                      | Stufenloses Getriebe                                                                      | Volllastschaltgetriebe                                                                    | Volllastschaltgetriebe                                                                    |
| Höchstgeschwindigkeit        | 50 km/h                                                                                   | 40 km/h                                                                                   | 50 km/h                                                                                   | 40 km/h                                                                                   | 50 km/h                                                                                   | 50 km/h                                                                                   | 50 km/h                                                                                   | 50 km/h                                                                                   |
| Tankinhalt                   | 617 L                                                                                     | 678 L                                                                                     | 617 L                                                                                     | 678 L                                                                                     | 617 L                                                                                     | 674 L                                                                                     | 678 L                                                                                     | 674 L                                                                                     |
| Tankinhalt Harnstofftank     | 99 L                                                                                      | 99 L                                                                                      | 99 L                                                                                      | 99 L                                                                                      | 99 L                                                                                      | 99 L                                                                                      | 99 L                                                                                      | 99 L                                                                                      |
| Max. Hublast Heckkraftheber  | 11.700 kg                                                                                 | 11.700 kg                                                                                 | 11.700 kg                                                                                 | 11.700 kg                                                                                 | 10.929 kg                                                                                 | 10.929 kg                                                                                 | 10.929 kg                                                                                 | 10.929 kg                                                                                 |
| Max. Hublast Frontkraftheber | 4070 kg                                                                                   | 4070 kg                                                                                   | 4070 kg                                                                                   | 4070 kg                                                                                   | 4070 kg                                                                                   | 4070 kg                                                                                   | 4070 kg                                                                                   | 4070 kg                                                                                   |
| Max. Hecksteuergeräte        | 6                                                                                         | 6                                                                                         | 6                                                                                         | 6                                                                                         | 6                                                                                         | 6                                                                                         | 6                                                                                         | 6                                                                                         |
| Lenkwinkel                   | 55°                                                                                       | 55°                                                                                       | 55°                                                                                       | 55°                                                                                       | 55°                                                                                       | 55°                                                                                       | 55°                                                                                       | 55°                                                                                       |
| Wendekreis                   | 5,3 m                                                                                     | 5,3 m                                                                                     | 5,3 m                                                                                     | 5,3 m                                                                                     | 5,3 m                                                                                     | 5,3 m                                                                                     | 5,3 m                                                                                     | 5,3 m                                                                                     |

## Galerie

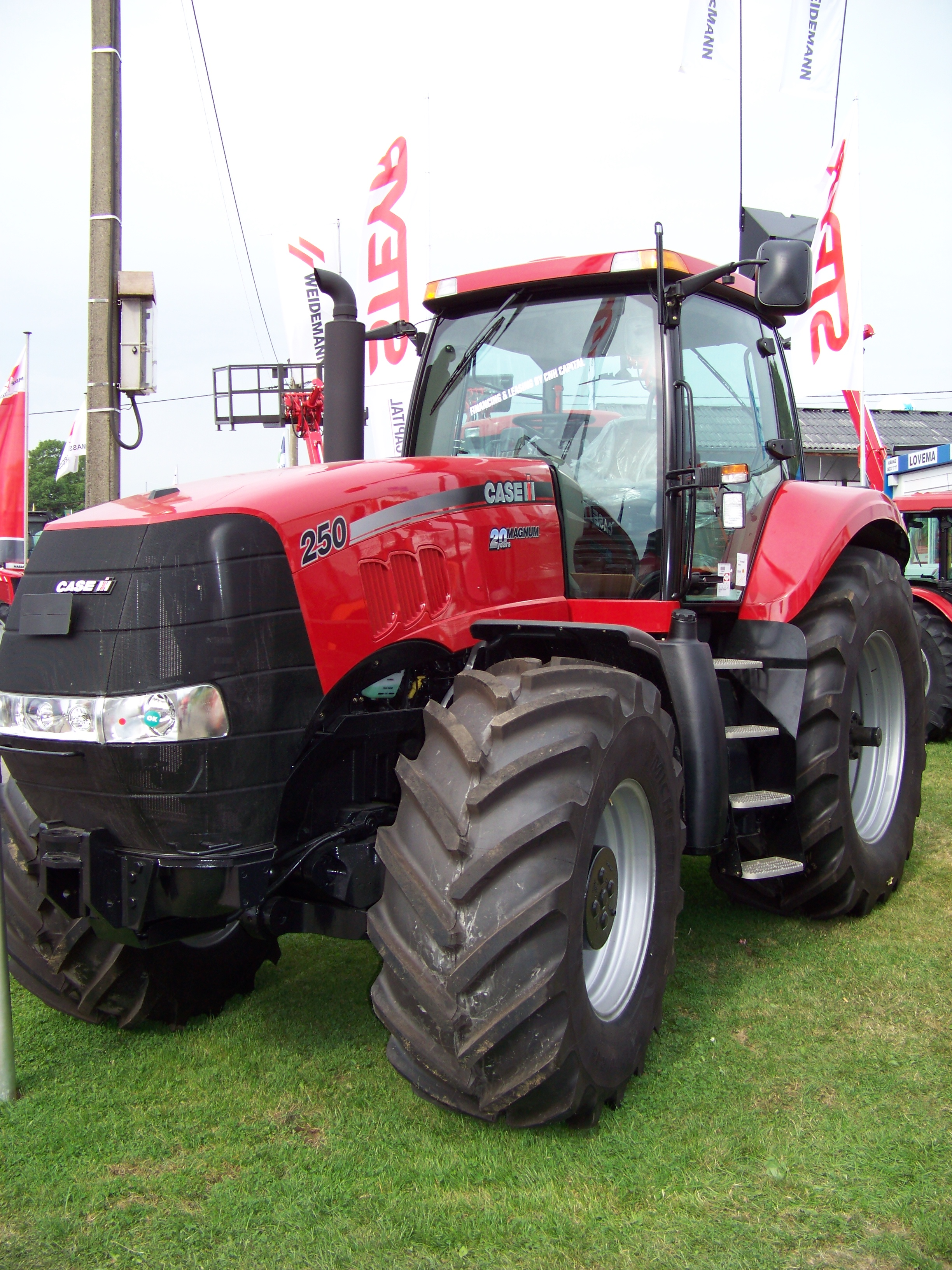
Case IH Magnum 250
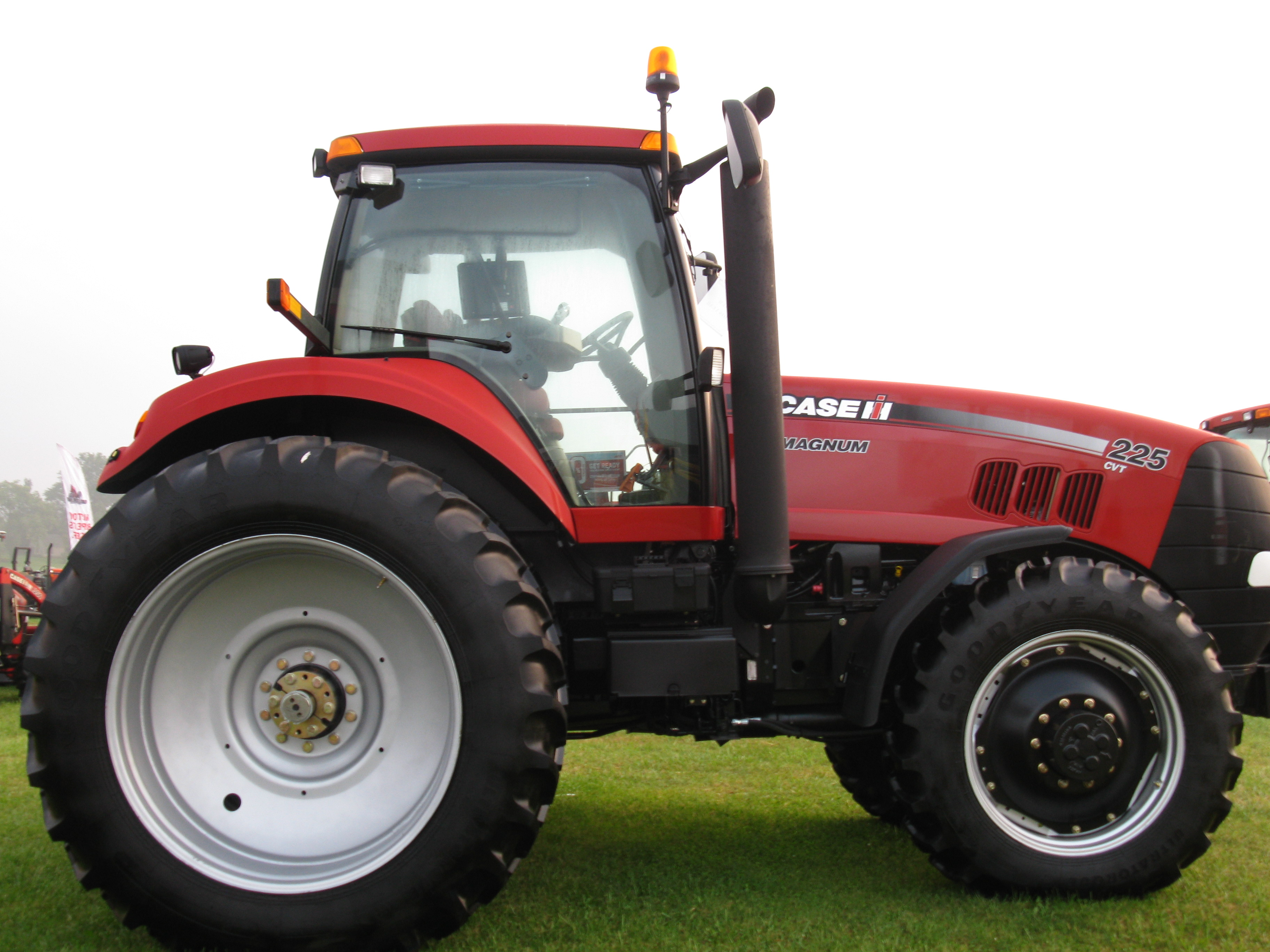
Case IH Magnum 225 CVT
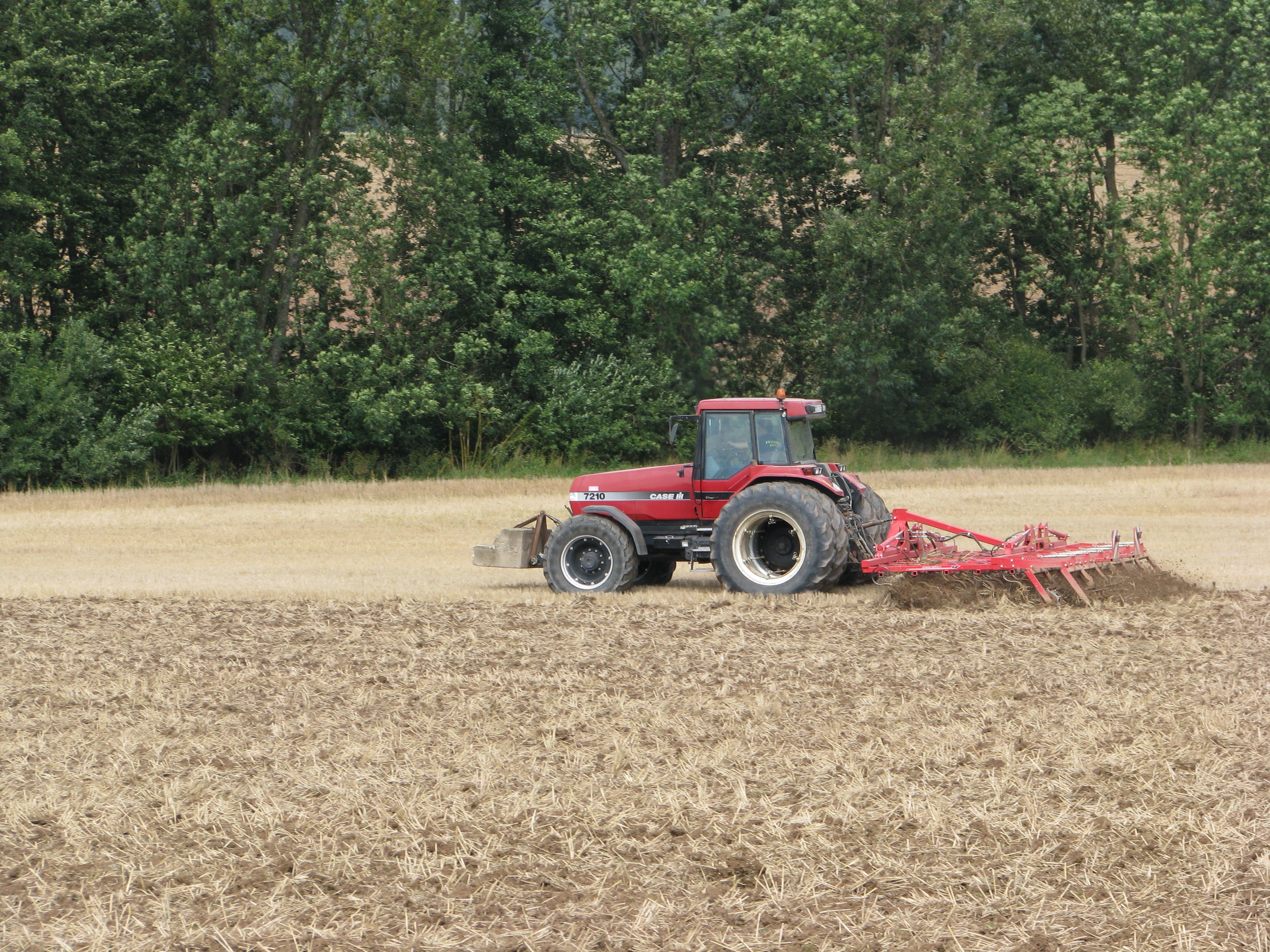
Case IH Magnum 7210
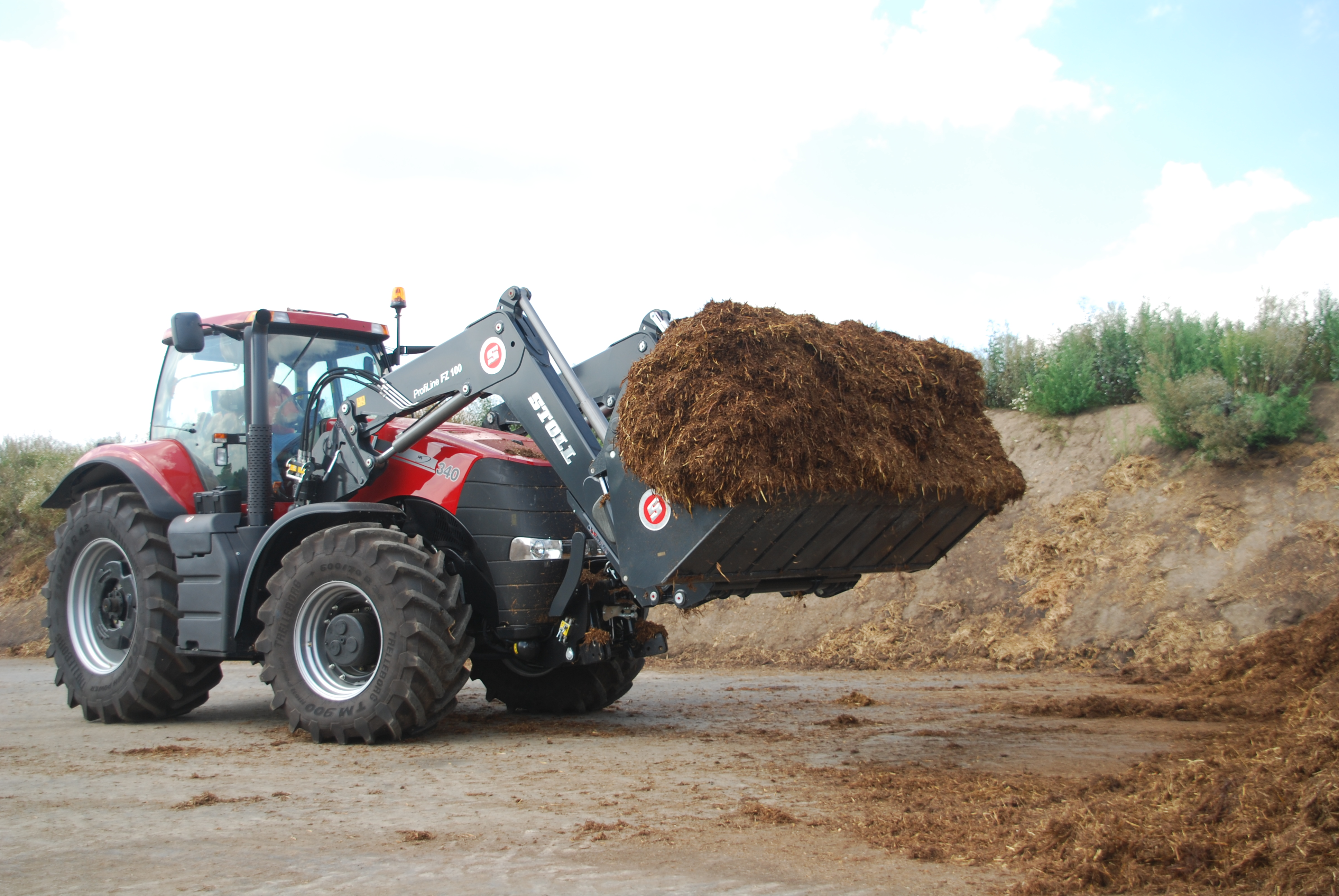
Case IH Magnum 340 mit Stoll ProfiLine FZ 100
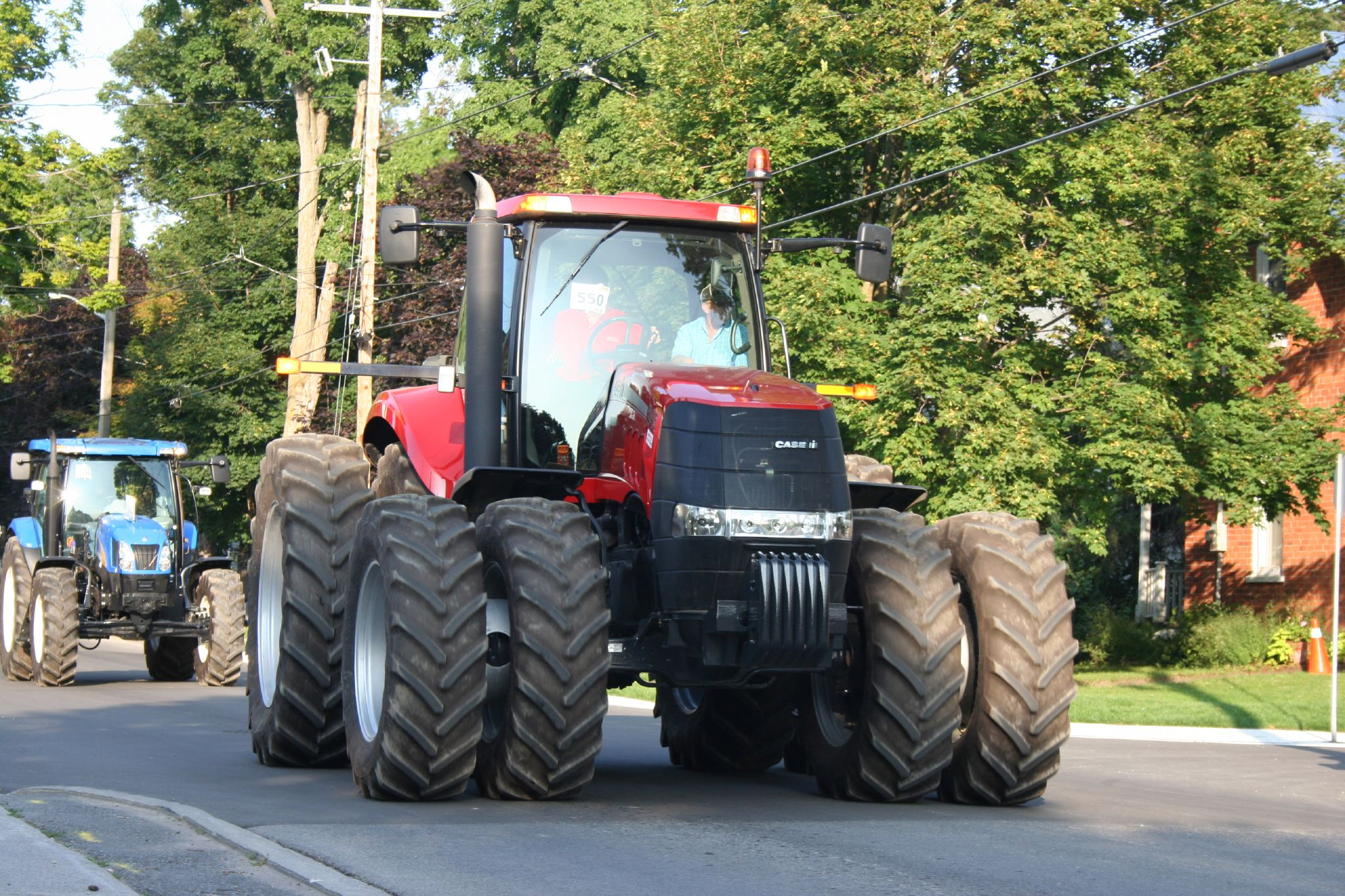
Case IH Magnum mit Doppelbereifung
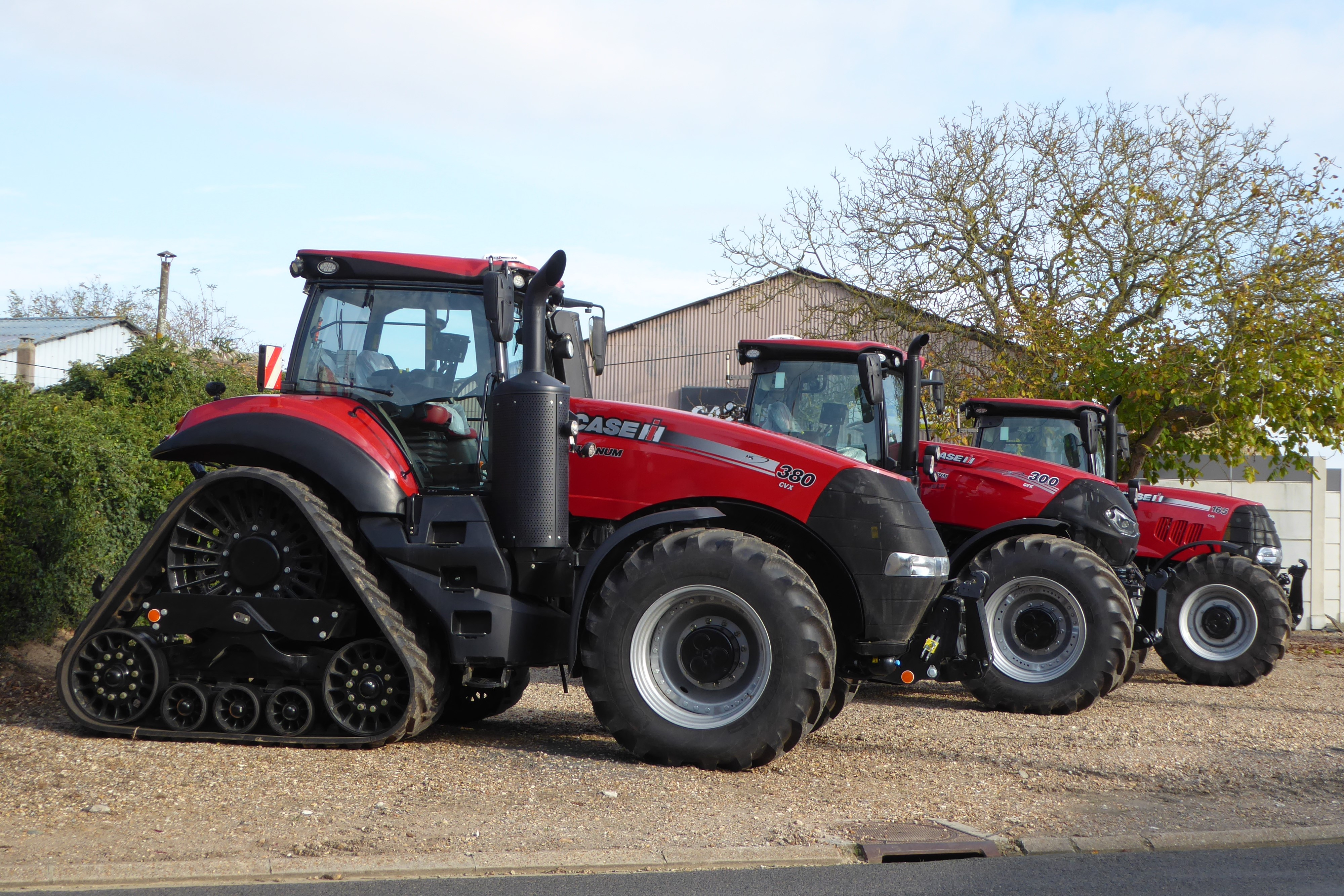
Case IH Magnum Rowtrac